# Lynceus mucronatus
Lynceus mucronatus är en kräftdjursart som först beskrevs av Alpheus Spring Packard 1875.  Lynceus mucronatus ingår i släktet Lynceus och familjen Lynceidae. Inga underarter finns listade i Catalogue of Life.